# エリック・ガルシア (サッカー選手)
エリック・ガルシア・マルトレット（カタルーニャ語: Eric García Martret、2001年1月9日 - ）は、スペイン・カタルーニャ州バルセロナ県バルセロナ出身のサッカー選手。ラ・リーガ・バルセロナ所属。スペイン代表。ポジションはDF、MF。

## クラブ経歴

### プロ入り前
バルセロナに生まれ、FCバルセロナのアカデミー (ラ・マシア) で育った。ラ・マシアではアンス・ファティ、アドリアン・ベルナベ、コンラッド・デ・ラ・フエンテ、久保建英と同年代チームでプレーしキャプテンを務めた。2013年8月に「U-12ジュニアサッカーワールドチャレンジ2013」で初来日、味の素スタジアム西競技場で行われた決勝でリヴァプールユースを5-0で破り優勝、大会MVPを受賞した。自らのロールモデルをハビエル・マスチェラーノ、カルレス・プジョル、ジェラール・ピケの3人だったと語っており、模範としていた。

### マンチェスター・シティ
2017年夏、16歳でマンチェスター・シティFCに移籍。当初はユースチームに所属したが、2018年夏のプレシーズンではトップチームに帯同した。同年12月18日のEFLカップ・レスター・シティFC戦でスターティングメンバーに選ばれ、プロ初出場。
2020年にプレミアリーグでの出場機会を増やし、ジョゼップ・グアルディオラ監督から「非常に安定している選手」「エリックのような選手がチームに15人居てほしい」と高評価を受けた。2020年8月6日、クラブとの契約延長を拒否し、シーズン終了後の退団を明言した。

### バルセロナ
2021年6月1日、ユース時代を過ごしたFCバルセロナへの復帰が決定。契約は5年間で、契約解除金は4億ユーロに設定された。

### ジローナ
2023年9月1日、ジローナFCへの1年間のローン移籍が発表された。

## 代表経歴
U-17代表として2017年にUEFA U-17欧州選手権、2017 FIFA U-17ワールドカップ、2018年までにはUEFA U-17欧州選手権に出場した。更に2019年にはU-19代表としてUEFA U-19欧州選手権に出場した。
2020年8月20日、UEFAネーションズリーグのドイツ戦とウクライナ戦に臨むスペイン代表に選出され、9月6日、後者のウクライナ戦でフル代表デビューを果たした。
2021年5月24日、UEFA EURO 2020を戦うスペイン代表に招集された。
2022年11月11日、W杯カタール大会に臨むメンバーの1人に選ばれた。

## 個人成績
| クラブ                 | シーズン | リーグ         | リーグ | リーグ | カップ戦 | カップ戦 | リーグ杯 | リーグ杯 | 国際大会 | 国際大会 | その他 | その他 | 合計 | 合計 |
| クラブ                 | シーズン | ディビジョン   | 出場   | 得点   | 出場     | 得点     | 出場     | 得点     | 出場     | 得点     | 出場   | 得点   | 出場 | 得点 |
| ---------------------- | -------- | -------------- | ------ | ------ | -------- | -------- | -------- | -------- | -------- | -------- | ------ | ------ | ---- | ---- |
| マンチェスター・シティ | 2018-19  | プレミアリーグ | 0      | 0      | 0        | 0        | 3        | 0        | 0        | 0        | 0      | 0      | 3    | 0    |
| マンチェスター・シティ | 2019–20  | プレミアリーグ | 13     | 0      | 2        | 0        | 3        | 0        | 2        | 0        | 0      | 0      | 20   | 0    |
| マンチェスター・シティ | 2020-21  | プレミアリーグ | 6      | 0      | 2        | 0        | 1        | 0        | 3        | 0        | -      | -      | 12   | 0    |
| マンチェスター・シティ | 通算     | 通算           | 19     | 0      | 4        | 0        | 7        | 0        | 5        | 0        | 0      | 0      | 35   | 0    |
| バルセロナ             | 2021-22  | ラ・リーガ     | 26     | 0      | 1        | 0        | -        | -        | 9        | 0        | -      | -      | 36   | 0    |
| バルセロナ             | 通算     | 通算           | 26     | 0      | 1        | 0        | -        | -        | 9        | 0        | 0      | 0      | 36   | 0    |
| 総通算                 | 総通算   | 総通算         | 45     | 0      | 5        | 0        | 7        | 0        | 14       | 0        | 0      | 0      | 71   | 0    |

## 代表歴

### 出場大会
- U-17スペイン代表
  - 2017年 - UEFA U-17欧州選手権（優勝）
  - 2017年 - FIFA U-17ワールドカップ（準優勝）
  - 2018年 - UEFA U-17欧州選手権（ベスト8）
- U-19スペイン代表
  - 2019年 - UEFA U-19欧州選手権（優勝）
- U-24スペイン代表
  - 2021年 - 東京オリンピック（銀メダル）
- スペイン代表
  - 2021年 - UEFA EURO 2020（ベスト4）
  - 2022年 - 2022 FIFAワールドカップ（GL敗退）

### 試合数
- 国際Aマッチ 19試合 0得点（2020年-2022年）[18]

| スペイン代表 | 国際Aマッチ | 国際Aマッチ |
| 年           | 出場        | 得点        |
| ------------ | ----------- | ----------- |
| 2020         | 4           | 0           |
| 2021         | 10          | 0           |
| 2022         | 5           | 0           |
| 通算         | 19          | 0           |

## タイトル

### クラブ
マンチェスター・シティ
- プレミアリーグ : 1回（2020-21）
- EFLカップ : 2回（2019-20, 2020-21）
- FAコミュニティ・シールド : 1回（2019）

バルセロナ
- プリメーラ・ディビシオン : 2回（2022-23, 2024-25）
- コパ・デル・レイ  : 1回（2024-25）
- スーペルコパ・デ・エスパーニャ : 2回（2022-23, 2024-25）

### 代表
U-17スペイン代表
- UEFA U-17欧州選手権 : 2017

U-19スペイン代表
- UEFA U-19欧州選手権 : 2019

U-23スペイン代表
- オリンピック金メダル: 2024, 銀メダル: 2020